# Dufourea armenia
Dufourea armenia är en biart som beskrevs av Ebmer 1987. Dufourea armenia ingår i släktet solbin, och familjen vägbin. Inga underarter finns listade i Catalogue of Life.